# A Orquestra dos Bichos
"A Orquestra dos Bichos" é uma canção do grupo do álbum homônimo do grupo Trem da Alegria, lançada em 1987. Chico Roque e Carlos Colla foram creditados como os compositores. 
A música foi lançada como o terceiro single para promover o álbum Trem da Alegria de 1987, que vendeu mais de 850 mil cópias no ano de seu lançamento. Ao longo dos anos foi gravada por diversos artistas infantis como Xuxa Meneghel, Eliana e a dupla Patati Patatá e é uma das canções mais lembradas do grupo.

## Produção e lançamento
A canção obteve sucesso nas rádios, sendo uma das músicas mais executadas no ano de seu lançamento e deu sequência aos dois singles de sucesso do álbum de 1987: "Thundercats" e "Piuí Abacaxi".
A faixa foi incluída na compilação Levados da Breca da Som Livre, álbum que incluía os maiores sucessos de artistas infantis dos anos de 1980.
Em 1989, já com uma formação diferente (Juninho Bill, Amanda Acosta e Rubinho), a música foi incluída na turnê promocional do álbum do mesmo ano.
A música foi incluída na única coletânea de sucessos do grupo: Trem da Alegria, lançada em 1992. A faixa também foi incluída na compilação da BMG: Focus: O essencial de Trem da Alegria, lançada em 1999.

## Versões
A música foi regravada por alguns artistas brasileiros ao longo dos anos, o primeiro cover foi cantado por um coral de crianças no álbum Carnaval Dos Baixinhos, lançado pelo selo Xuxa Discos, da apresentadora Xuxa Meneghel.
Em 2002, 15 anos após o lançamento da primeira versão da música pelo Trem da Alegria, a apresentadora Eliana regravou a canção em seu álbum É Dez, um videoclipe para a faixa também foi feito e lançado em VHS e DVD.
Em 2012 a dupla de palhaços Patati Patatá gravou a canção e fez um videoclipe que foi lançado em um kit com CD+DVD intitulado Coletânea de Sucessos.

## Faixas
- Créditos adaptados da contracapa do compacto A Orquestra dos Bichos.[12]

Lado A
| N.º | Título                   | Compositor(es)           | Duração |  |
| 1.  | "A Orquestra dos Bichos" | Carlos Colla Chico Roque | 3:42    |  |

Lado B
| N.º | Título                          | Compositor(es)           | Duração |  |
| 1.  | "A Orquestra dos Bichos" (B.G.) | Carlos Colla Chico Roque | 3:42    |  |